# Marius Broholm
Marius Broholm, né le 26 décembre 2004 à Trondheim en Norvège, est un footballeur norvégien qui évolue au poste d'ailier droit au LOSC Lille.

## Biographie

### En club
Né à Trondheim en Norvège, Marius Broholm est formé par le Rosenborg BK. Il fait ses débuts en professionnel le 27 juillet 2021, à l'occasion d'une rencontre de coupe de Norvège contre le Melhus IL (en). Il entre en jeu à la place d'Anders Konradsen et se fait remarquer en marquant également son premier but, permettant aux siens de s'imposer par sept buts à zéro.
Le 5 janvier 2022, Broholm signe son premier contrat professionnel avec Rosenborg, étant désormais lié au club jusqu'en décembre 2024.
Broholm fait sa première apparition dans l'Eliteserien, la première division norvégienne, le 8 mai 2022 contre le Strømsgodset IF. Il entre en jeu mais son équipe est battue par trois buts à zéro.
Le 14 mai 2023, Marius Broholm est prêté jusqu'à la fin de la saison au Kristiansund BK, soit jusqu'à la fin de l'année.
En juin 2025, il s'engage avec le LOSC jusqu'en 2030, pour un transfert s'élevant à 5 millions d'euros.

### En sélection
Marius Broholm représente l'équipe de Norvège des moins de 20 ans, jouant au total trois matchs en 2023.